# Semantisch holisme
Volgens het semantisch holisme, een filosofische positie in de taalfilosofie, kan een bepaald deel van een taal, bijvoorbeeld een term of een gehele zin, alleen begrepen worden in relatie tot een groter (en al begrepen) segment van die taal. Wat dit grotere segment precies inhoudt, staat ter discussie. De laatste tijd wint het standpunt terrein dat het samenvalt met de hele taal.

## Achtergrond
Omdat het gebruik van een talige uitspraak enkel mogelijk is als de spreker haar betekenis begrijpt, is een van de centrale problemen voor analytische filosofen het probleem van "betekenis". Het is op het eerste gezicht niet duidelijk wat de term net inhoudt en hoe betekenis überhaupt tot stand komt en kan overgedragen worden van mens tot mens. Een tweede vraag is wat de kleinste eenheid van betekenis, het kleinste fragment van de taal dat in staat is om betekenis over te brengen, nu net is. Aan het einde van 19e eeuw en aan het begin van de 20e eeuw namen Gottlob Frege en zijn volgelingen afstand van de visie dat een woord zijn betekenis krijgt op zichzelf, onafhankelijk van alle andere woorden in een taal. Frege formuleerde als alternatief zijn context principle, dat inhield dat een woord alleen binnen de context van een hele zin betekenis krijgt. In het midden van 20e eeuw werd de veronderstelling dat het de zin was die centraal moet staan bij semantische vragen ter discussie gesteld. De oorzaak lag enerzijds bij het ineenstorten van het logisch positivisme en anderzijds bij het latere werk van Ludwig Wittgenstein, en met name zijn Filosofische onderzoekingen. Wittgenstein suggereerde precies het omgekeerde, namelijk: "een propositie begrijpen, is een taal begrijpen." Ongeveer gelijktijdig schreef ook W.V.O. Quine dat "the unit of measure of empirical meaning is all of science in its globality". Ook Donald Davidson, haalde dit punt in 1967 naar voren, door te stellen dat "een zin (en daarvoor ook een woord) enkel betekenis heeft in de context van de (gehele) taal."

## Kritiek
Als semantisch holisme geïnterpreteerd wordt als de stelling dat elke talige uitspraak E (een woord, een zin) van een natuurlijke taal L niet begrepen kan worden als alleenstaande uitspraak, maar men ook altijd moet kijken naar de onvermijdbare verbanden met andere uitspraken van L, dan volgt hier uit dat men dus een reeks andere uitspraken, K die gerelateerd zijn aan E, moet begrijpen. Als er vervolgens geen grens wordt gelegd van de grootte van deze K (zoals Davidson, Quine en misschien ook Wittgenstein deden), dan kan K samenvallen met de gehele taal L. Deze positie leidt tot problemen. Deze problemen werden aangehaald door een hele reeks tegenstanders van het semantisch holisme, zoals Michael Dummett, Jerry Fodor of Ernest Lepore. De problemen kunnen als volgt worden samengevat:
1. Het leerprobleem: In de eerste plaats, valt het moeilijk te begrijpen hoe een spreker van de taal L de betekenis van de uitspraak E kan verstaan. We zijn immers, vanwege cognitieve beperkingen, nooit in staat om alle Nederlandse (of Engelse) woorden te kennen. En hier neemt men dan nog aan dat een taal statisch en onveranderbaar is, terwijl zij in werkelijkheid voortdurend verandert en uitbreidt (aan de hand van neologismen, barbarismen enzovoort). Op deze wijze is een taal aanleren onmogelijk.
2. Het geschilprobleem: Een ander punt waarop semantisch holisme tekortschiet is in haar verklaring hoe twee verschillende sprekers hetzelfde kunnen betekenen als zij hetzelfde woord gebruiken, en aldus hoe communicatie überhaupt mogelijk is. De twee sprekers hebben immers beiden niet dezelfde kennis van de taal, en aldus betekent de term E iets anders bij beiden. De betekenis komt immers voort uit de relatie met andere termen en uitspraken in de taal, die bij beiden niet dezelfde is.
3. Het tijdsprobleem: Ook leidt het tot een absurde visie op het verwerpen van vroegere meningen. Immers, als de uitspraak E haar betekenis verkrijgt door het geheel van de taal, verandert de betekenis van een woord ook wanneer men nieuwe elementen van de taal aanleert. De totaliteit van relaties verandert immers, en daardoor dus ook de betekenis van E. Hieruit volgt dat een uitspraak E twee verschillende betekenissen kan hebben tijdens het leven van dezelfde persoon. Aldus, wanneer men een uitspraak vandaag ziet als waar en hem later wil verwerpen, verschilt de betekenis van wat men verwerpt met dat waarmee men het vroeger eens was. Op deze wijze kan men zijn meningen niet veranderen over dezelfde uitspraken, want eens men op zijn woorden terug wil komen, is de betekenis ervan al veranderd.